# DDREM
DDREM(Departed Driver Rescue and Exit Maneuver)은 졸음운전이나 심정지 등 운전자가 갑작스럽게 운전 불가 상태에 빠졌을 때 자동차 스스로 안전한 곳을 찾아 자동으로 정차하는 기술이다.